# Niamh (nome)
Niamh  è un nome proprio di persona irlandese femminile.

## Varianti
- Femminili: Neave[2], Neve[1][2], Niav[2], Nevaeh[2]

### Varianti in altre lingue
- Gallese: Nia[1][2], Nya[2]

## Origine e diffusione
Riprende un termine irlandese che vuol dire "brillantezza", "lucentezza", e può quindi essere interpretato come "brillante", "luminosa", lo stesso significato dei nomi Berta, Fedra, Chiara, Zahra e Rossana. Questo nome è portato, nella mitologia irlandese, da Niamh, la figlia del dio del mare che s'innamorò del poeta Oisín.
Questo nome e le sue varianti contano un'ampia schiera di omografie: ad esempio la variante irlandese Neve, che per la precisione costituisce una forma anglicizzata, si scrive uguale al termine italiano "neve" (con cui chiaramente non ha nulla a che fare); "Neve" fu anche il nome di una strega di Crowborough, ma nel suo caso era derivato dall'inglese antico nefa, "nipote". 
Anche la forma gallese "Nia", coincide con una serie di altri nomi non correlati, fra cui un ipocoristico di Antonia o altri nomi simili, un nome femminile swahili che significa "scopo", "obiettivo", e una variante del nome indiano Niya. Pur essendo presente nella mitologia gallese (con la figura di Nia Ben Aur, corrispondente alla Niamh irlandese) il nome Nia rimase pressoché inutilizzato in Galles fino al 1916, allorché Thomas Gwynn Jones lo usò nel suo poema Nia Ben Aur.

## Onomastico
È un nome adespota, non essendo portato da alcuna santa; l'onomastico si può festeggiare eventualmente il 1º novembre, giorno di Ognissanti.

## Persone
- Niamh Cusack, attrice irlandese

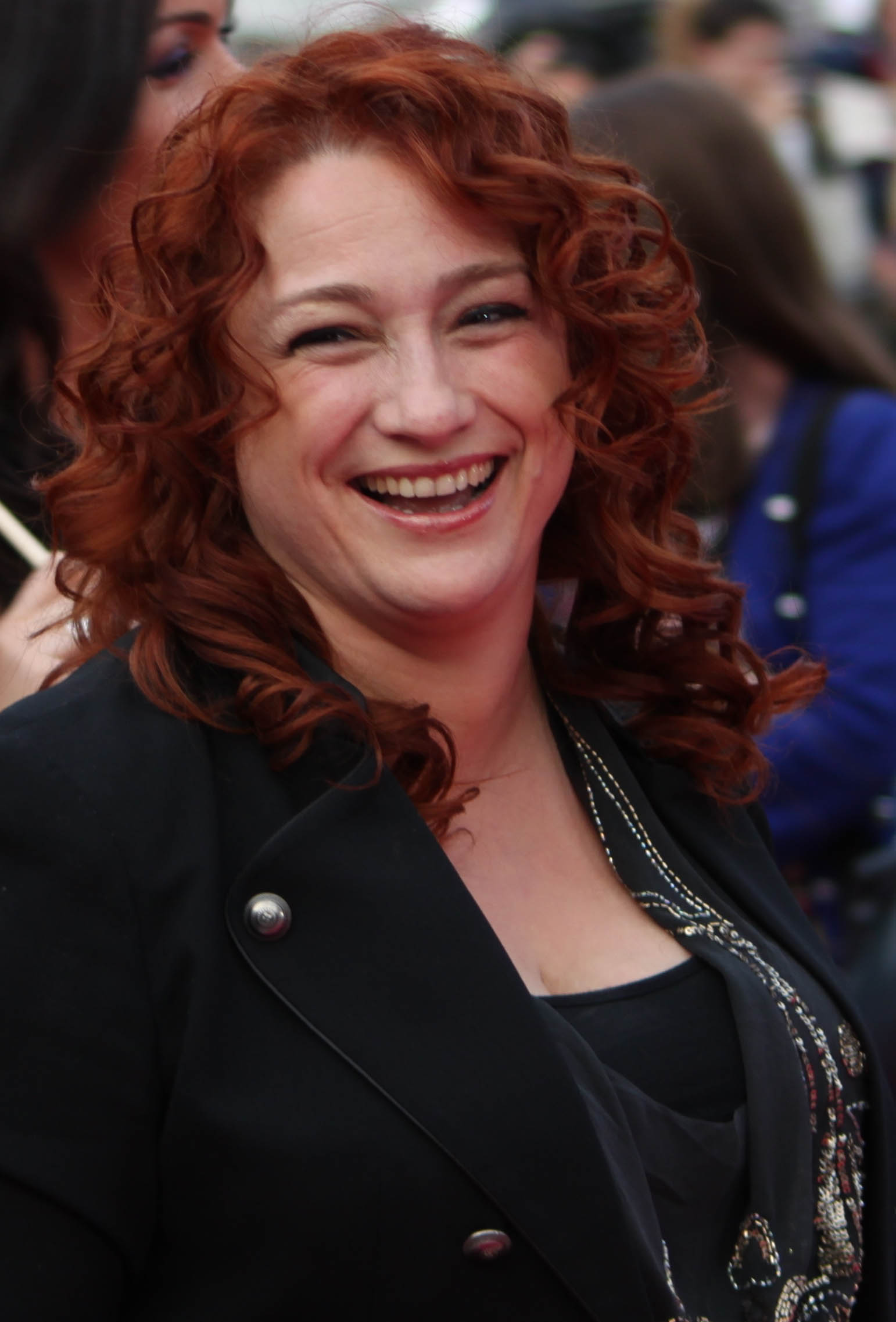
Niamh Kavanagh

- Niamh Emerson, multiplista britannica
- Niamh Fahey, calciatrice irlandese
- Niamh Kavanagh, cantante irlandese
- Niamh Wilson, attrice canadese

### Variante Nia
- Nia Long, attrice statunitense
- Nia Peeples, attrice e cantante statunitense
- Nia Vardalos, attrice, sceneggiatrice e regista canadese naturalizzata statunitense

### Variante Neve
- Neve Campbell, attrice e ballerina canadese
- Neve McIntosh, attrice britannica

## Il nome nelle arti
- Niamh Cranitch è un personaggio della serie televisiva Silk.
- Niamh Quigley è un personaggio della serie televisiva Ballykissangel.
- Nia Teppelin è un personaggio dell'anime Sfondamento dei cieli Gurren Lagann.